# Boa Vista da Aparecida
Boa Vista da Aparecida is een gemeente in de Braziliaanse deelstaat Paraná. De gemeente telt 12.589 inwoners (schatting 2009).

## Aangrenzende gemeenten
De gemeente grenst aan Capitão Leônidas Marques, Cascavel, Nova Prata do Iguaçu, Santa Lúcia en Três Barras do Paraná.